# Tuyến 3 (Đường sắt đô thị Thành phố Hồ Chí Minh)
Tuyến 3 là một tuyến metro thuộc hệ thống Đường sắt đô thị Thành phố Hồ Chí Minh.
Đây là một tuyến xuyên tâm được hình thành theo Quyết định 1711/QĐ-TTg năm 2024 bằng việc nối tuyến 3A (trừ phần còn lại của tuyến từ ga Cộng Hòa đến ga Bến Thành được chuyển thành tuyến 1 kéo dài) và tuyến 3B.
Hướng tuyến: An Hạ – Lê Minh Xuân – Ga Tân Kiên – Depot Tân Kiên – Kinh Dương Vương – Hồng Bàng – Hùng Vương – Ngã 6 Cộng Hòa và tiếp tục theo hướng tuyến 3B về Hiệp Bình Phước, dài 52,8 km. Tuyến kết nối với Tuyến 2 của Bình Dương, ở Hiệp Bình Phước.